# Adolf Moritz Steinschneider
Adolf Moritz Steinschneider (* 20. Juni 1894 in Berlin; † 11. Juni 1944 ermordet in der Nähe von Bellac) war ein Rechtsanwalt, der sich vor der nationalsozialistischen Machtübernahme für Personen und Organisationen aus dem linken politischen Spektrum engagierte. 1933 erhielt er Berufsverbot und emigrierte zunächst in die Schweiz, später nach Frankreich. Am 11. Juni 1944 wurde er von Soldaten der SS-Division „Das Reich“, die am Vortag das Massaker von Oradour verübt hatten, verschleppt und ermordet.

## Jugend und Ausbildung
Adolf Moritz Steinschneider ist der älteste Sohn des Rechtsanwaltes Max Steinschneider (1853–1915) und dessen Ehefrau Leopoldine (1855–1931) und ein Enkel von Moritz Steinschneider, des Begründers der wissenschaftlichen hebräischen Bibliografie. Seine Brüder waren Gustav Steinschneider (1899–1981) und Karl Steinschneider (1900–1979).
Steinschneider wuchs in Berlin und in der von seinem Vater gegründeten Villenkolonie Neu-Döberitz westlich von Berlin-Spandau auf. Über seine Kindheit dort berichtete er später:

„Ich stamme aus einer, wie man so sagt, guten jüdischen Berliner Familie, einigermaßen begütert. Etwa zehn Jahre vor dem Kriege 14 bis 18 legte mein verstorbener Vater einen größeren Teil seines Vermögens in Terrains an und begründete, das war damals sehr im Schwange, eine sogenannte Villenkolonie. Für uns Kinder war es eine schöne Zeit. […] Abends ertönte aus dem der Kolonie gegenüberliegenden hell erleuchteten Musikpavillon vor dem Offizierskasino prima Militärmusik. Wagner und friederizianische Märsche natürlich bevorzugt, namentlich wenn Wilhelms Majestät sich in den schönen Anlagen des Kasinos erging. Mit einem guten Fernglase konnte man ihn dabei sogar beobachten. Wir waren sehr stolz, dass wir die Erdbeeren aus dem selben Garten aßen, aus dem auch Wilhelms Leibkoch sie entnahm, wenn er das bevorzugte Leibgericht, Erdbeeren mit Schlagsahne oder Erdbeerbowle, bestellte.“

Adolf Moritz Steinschneider besuchte das Französische Gymnasium in Berlin und war seit dieser Zeit mit Adrien Turel befreundet.:S. 245 Nach dem Abitur studierte er in Berlin und München Rechts- und Wirtschaftswissenschaften.
1917 wurde Steinschneider zum Kriegsdienst einberufen und 1918 ins Pressearchiv des Auswärtigen Amtes abkommandiert. Nach Kriegsende beteiligte er sich am Spartakusaufstand und zusammen mit seinem Freund Turel an den Besetzungen des Vorwärts-Gebäudes und des Mosse-Verlags.:S. 217 ff. Nach dem Scheitern des Aufstandes wurde Steinschneider im Januar 1919 verhaftet und am 5. Februar 1919 zu einer mehrmonatigen Gefängnisstrafe verurteilt. Sein Verteidiger war der frühere Partner seines Vaters, der Rechtsanwalt Max Tucholski, der Onkel von Kurt Tucholsky. Tucholskys Gedicht Spartacus in Moabit (geschrieben unter dem Pseudonym Kaspar Hauser) bezog sich auf diesen Prozess, in dem neben Steinschneider auch noch zwei Arbeiter angeklagt waren.

„Die Anklage lautete auf Aufruhr und  Landfriedensbruch bei der Besetzung der Verlagsgebäude Ullstein und Mosse während des «Spartacusaufstands» […]. Die beiden Arbeiter, bereits mehrfach wegen Diebstahls und unerlaubten Waffentragens vorbestraft, waren bei ihrer Verhaftung bewaffnet gewesen. Dagegen hatte sich der bisher unbescholtene Student, der keine Waffe getragen hatte, offensichtlich aus idealist. Motiven für eine zweite Revolution eingesetzt. Das Strafmaß für die Vorbestraften war auf neun Monate Gefängnis, das für Steinschneider auf zwölf Monate festgesetzt worden.“

Steinschneider saß seine Haft in der Justizvollzugsanstalt Plötzensee ab und konnte nach der Haftentlassung seine juristische Ausbildung fortsetzen. Er absolvierte sein Referendariat unter anderem am Kammergericht Berlin und in der von seinem Vater gegründeten Anwaltskanzlei von Max Tucholski und Felix Wolff weitergeführt wurde.

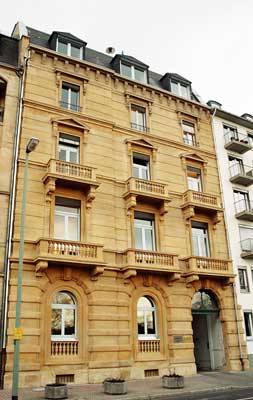
Haus Untermainkai 20

1923 bestand Steinschneider das Assessorenexamen und wurde im Oktober 1925 als Rechtsanwalt beim Berliner Landgericht I zugelassen. Nach einem kurzen Zwischenspiel in Celle zog er 1926 nach Frankfurt am Main, erhielt im Mai die Zulassung beim dortigen Landgericht und übernahm die Kanzlei des verstorbenen Rechtsanwalts Hugo Seckel. In einer von dem ehemaligen Oberlandgerichtsrat Dr. Schlesinger abgegebenen Versicherung an Eides statt, in der er die Übernahme der Kanzlei von Hugo Seckel durch Steinschneider bezeugte, hieß es, Steinschneider sei wie Hugo Seckel von der Kommunistischen Partei als ihr Rechtsberater „eingestellt“ worden. Seine Haupttätigkeit habe darin bestanden, „Kommunisten in politischen Strafprozessen zu verteidigen oder als Nebenkläger zu vertreten. Herr RA Steinschneider war sehr energisch und mutig.“

## Frankfurter Jahre
Steinschneider residierte in seinen ersten beiden Frankfurter Jahren in der Kanzlei von Seckel in der Goethestraße, bevor er 1927/28 Wohnung und Kanzlei an den Untermainkai 20 verlegte (Lage), wo seit dem 15. Oktober 2004 ein Stolperstein an sein Schicksal erinnert. Tatsächlich befanden sich Wohnung und Kanzlei aber seit 1931/32 im benachbarten Haus Untermainkai 26. Nach Steinschneiders Flucht 1933 wurde seine dortige Wohnungs- und Kanzleieinrichtung vom Hausherrn wegen angeblicher Mietschulden einbehalten und verkauft. Steinscheiders Bibliothek kam zunächst bei Familie Hillmann in Frankfurt-Eschersheim unter, den Eltern seiner Lebensgefährtin Eva, wurde dann aber von der Gestapo beschlagnahmt. Nach einer Mitteilung des Frankfurter Polizeipräsidenten vom 26. September 1962 wurde das Haus Untermainkai 26 durch Kriegseinwirkung stark beschädigt und später abgerissen.
Steinschneiders anwaltliche Tätigkeit in Frankfurt erschöpfte sich nicht ausschließlich in der Rechtsberatung für die KPD. Nach eigenen Worten hatte er es vielmehr „mit Politik, wirtschaftlich zusammengebrochenem Bürger- und Hochstaplertum, Proletariern, Ehescheidungen, Alimenten und Künstlerhonoraren, schließlich auch mit Strafsachen“ zu tun.
Die berufliche Etablierung ging einher mit privaten Veränderungen. Steinschneider hatte wahrscheinlich 1926 Frieda Kätzler (* 12. April 1898 in Berlin; † 24. August 1956 in Zürich) geheiratet. Die Ehe wurde 1927 bald nach der Geburt des Sohnes Stefan (* 18. September 1927 in Frankfurt) geschieden, doch brach der Kontakt zu den beiden auch während des späteren Exils nie ab, und Steinschneider bemühte sich immer auch, zu deren Lebensunterhalt beizutragen. Frieda Kätzler, die mit ihrem Sohn nach 1933 in der Schweiz lebte, war während des Zweiten Weltkriegs eine wichtige Umschlagstation für Briefe an und von Steinschneider an Adressaten in und Absendern aus Palästina und den USA, da ein direkter Briefverkehr mit diesen Ländern, anders als in die neutrale Schweiz, aus dem besetzten Frankreich nicht mehr möglich war.
Im selben Jahr wie Sohn Stefan wurde auch Tochter Marie-Louise (* 7. Juni 1927; † 17. Mai 2010), genannt Musch, geboren. Deren Mutter, die spätere Eva Steinschneider (1899–1968), war die damals noch mit Adolf Reichwein verheiratete Eva Hillmann.
Beide Kinder setzte Adolf Moritz Steinschneider 1935 in seinem Testament als seine gleichberechtigten Erben ein und bestimmte bis zu deren Volljährigkeit deren Mütter zu Verwalterinnen und Nutznießerinnen des Erbes.
Etwa von etwa 1927 bis 1930 wohnte auch Adrien Turel am Untermainkai 20 und wirkte dort „als eine Art von Bürovorsteher in der Anwaltspraxis Adolf Steinschneiders, ungefähr so, wie Karl Marx als Berater in der Geschäftsführung seines Freundes Friedrich Engels hätte wirken können“.:S. 56 An anderer Stelle behauptete Turel, dass es auch Teil des Plans gewesen sei, „meine, unsere Soziologie zu publizieren und zur Geltung zu bringen“.:S. 246, was aber nur durch Turels in Frankfurt entstandene und hier 1928 im Selbstverlag erschienene Schrift Keinen Gott als nur die Menschheit! Einfügung der Diagonalkategorie des Werdens in das Sein und in die Arbeit realisiert wurde. Deren komplizierte Drucklegung durch einen Druckereibesitzer, der Steinschneider Geld schuldete, und schließlich eine kommunistische Druckerei, hat Turel in seiner Autobiographie ausführlich beschrieben.:S. 56 ff.
Auch Adolf Steinschneiders Bruder Gustav, der ebenfalls mit Turel befreundet war und einen ausgiebigen Schriftwechsel mit diesem pflegte, lebte für einige Zeit in der Wohnung am Untermainkai, die zugleich ein intellektueller Treffpunkt war.

„Privat auf der Suche nach alternativen Lebensstilen wird seine weitläufige Kanzlei am Frankfurter Untermainkai zu einem Experimentierfeld für neue Formen menschlichen Zusammenlebens. Große Anziehungskraft üben auf ihn und seine Gesinnungsgenossen Themen wie undogmatischer Sozialismus, sexuelle Befreiung, das Verhältnis der Geschlechter oder die Kritik am Totalitarismus linker und rechter Provenienz aus. In seinem persönlichen Umfeld bewegen sich in dieser Zeit bekannte Sozialisten wie etwa Paul Frölich, der Freund Rosa Luxemburgs, der Sozialtheoretiker Karl Korsch oder auch der junge Kommunist Wolfgang Abendroth.“

In diesem „Experimentierfeld für neue Formen menschlichen Zusammenlebens“ entstand auch die Idee für die Gründung der in Berlin ansässigen Arbeitsgemeinschaft für bionergetische Psychologie, zu deren Gründungsmitgliedern neben Turel auch Adolf Moritz Steinschneider gehörte.:S. 243 f.
Steinschneider, der an der Gründung der Roten Hilfe beteiligt war, sich als Rechtsberater der Deutschen Friedensgesellschaft betätigte und sich auch in der von seinem Vater mitgegründeten Deutschen Liga für Menschenrechte engagierte sowie als anwaltlicher Vertreter der sowjetischen Handelsmission in Deutschland fungierte, erregte 1928 reichsweites Aufsehen „mit seiner politisch und sozial akzentuierten Verteidigung des wegen Mordes angeklagten Arbeitslosen Friedrich Wiechmann, der aus sozialer Not seine Frau und seine drei Kinder umgebracht hatte“.

### Der Fall Friedrich Wiechmann
Der Anlass des Prozesses war ein Familienselbstmord in Frankfurt.

„Anfang März 1928 waren in der Bischofsheimer Straße 22 Margot Wiechmann und die drei kleinen Söhne tot aufgefunden worden, der geflohene Friedrich Wiechmann wurde eine Woche später an der französischen Grenze verhaftet und wegen Mordes angeklagt. Ihm drohte die Todesstrafe. Ende Juni 1928 begann der Schwurgerichtsprozess. Wiechmann machte umfangreiche Aussagen, zahlreiche geladenen Zeugen und Zeuginnen wurden befragt, vier Sachverständige legten ihre Gutachten dar. So entblätterten sich die Hintergründe, durch die es zu der zwischen dem Ehepaar verabredeten Tat kam – für die Richterbank Grundlagen für die Bemessung von Vorsatz, Schuldfähigkeit und der Schuldanteile Friedrich Wiechmanns an den Tötungen.“

Wiechmann, der sich nach den gemeinsam mit seiner Frau begangenen Tötungen der Kinder und der anschließenden von ihm verübten Tötung der Frau nicht mehr in der Lage sah, sich selber zu töten, wurde in dem Prozess von Bruno Fürst und Adolf Steinschneider vertreten. Als Sachverständige, die für eine Schuldunfähigkeit des Angeklagten oder zumindest dessen verminderte Schuld plädierten, traten unter anderem Magnus Hirschfeld und Walther Riese auf. Am neunten und letzten Prozesstag plädierte Fürst auf Freispruch für den Angeklagten, bevor Steinschneider die soziologischen und gesellschaftspolitischen Gesichtspunkte des Verfahrens in den Mittelpunkt seines Plädoyers stellte und eine Argumentation entwickelte, die „noch lange in Medien und Justizkreisen nachklingt und sein Plädoyer in die Annalen der Justizgeschichte eingehen lässt“.:S. 1
Steinschneider stellte sich mit seinem Plädoyer der Aufgabe, „die gesellschaftlichen Momente aufzuzeigen, die soziologischen Hintergründe aufzuhellen, aus denen heraus diese Tat geboren worden ist und mit Notwendigkeit geboren werden mußte“.:S. 85 Familienselbstmorde waren für ihn etwas alltägliches, wie er mit Verweis auf Presseartikel und Statistiken zu belegen versuchte.

„Und diese Familienselbstmorde sind nicht nur ihrer Begehung wegen so grauenvoll, das Grauenvolle ist vielmehr die feste Überzeugung, daB sie etwas unumgänglich Notwendiges sind. Es handelt sich um die Zahl derer, die zuviel sind, die unter den gegebenen Verhältnissen, sei es als Opfer des Versailler Vertrages, sei es als Opfer der wirtschaftlichen und staatlichen Organisation, gezwungen sind, auszuwandern, da sie nicht miternährt werden können, auszuwandern aus dem Lehen, da ihnen selbst für die eigentliche Auswanderung die Mittel fehlen.“

Indem für Steinschneider die gesellschaftlichen Verhältnisse in den Mittelpunkt rückten, die Wiechmanns Tat hervorgebracht hätten, wird aus dem Angeklagten ein „drohender Ankläger, der Anklage erhebt gegen die Gesellschaft, und auch dort (auf die Zeugenbank zeigend) sitzt mehr als einer, der eher auf die Anklage- als auf die Zeugenbank gehört“.:S. 87
Nachdem sich Steinschneider ausführlich mit dem Werdegang des Angeklagten und den Versäumnissen der städtischen und kirchlichen Stellen auseinandergesetzt hatte, kam er auf einen weiteren aus seiner Sicht Schuldigen zu sprechen.

„Hinter der Kommune und der Kirche, hinter städtischer und kirchlich-privater Wohltäterei steht noch eine höhere Macht, die geheimnisvoll im Hintergrunde wirkt – die I.G. Farben-Industrie, das Höchster Chemie-Kapital – das gottähnliche Kapital selbst.“

Die Basis für diese Anschuldigung, die alleine neun der 37 Seiten von Steinschneiders Plädoyer beanspruchte, bildete ein kompliziertes Interessengeflecht zwischen der Eisenbahn und den Farbwerken vor dem Hintergrund des Wunsches der Farbwerke, eine von der Bahn unabhängige Abfertigungsstelle für ihre Güterwaggons einrichten zu können. Dem Bahnmitarbeiter Wiechmann seien in diesem Zusammenhang seitens der Farbwerke Versprechungen gemacht oder Erwartungen geweckt worden, die ihn schwankend gemacht hätten „zwischen der Scylla der Beamtenbestechung und der Charybdis der Amtsuntreue“, in deren Strudel er letztlich gestürzt sei. Er habe eine Unterschlagung begangen, sei von der Bahn entlassen worden, und sei danach bei den Farbwerken, die vorher seine Verdienste so hoch eingeschätzt und gefeiert hätten, mit seinem Wunsch nach einer Anstellung als kleiner Angestellter abgeblitzt. „Der Mohr hatte seine Schuldigkeit getan. Weiteres Interesse an der Person gibt es im kapitalistischen Großbetriebe nicht.“:S. 115
Nachdem sich Steinschneider zum Schluss noch kritisch mit den Ermittlungsergebnissen und deren Zustandekommen auseinandergesetzt hatte, wandte er sich abschließend der Frage zu, ob man Wiechmann allen Ernstes unterstellen könne, er habe die Tötung seiner Frau und seiner Kinder bei vollem Bewusstsein ausgeführt. Er selber bezweifelte das und forderte das Gericht auf, zumindest „von einem Zustand der Bewußtlosigkeit“ auszugehen und den Angeklagten freizusprechen.

„Mag die öffentliche Meinung sich für oder gegen den Angeklagten aussprechen, ich ziehe aus dem hier gesagten meine Schlußfolgerung und beantrage die Freisprechnung des Angeklagten.
Wenn Sie aber dem Standpunkt der Staatsanwaltschaft folgen wollen, so denken Sie daran, daß bei einer gerechten Schuldverteilung von den beantragten 9 Jahren Gefängnis 8 Jahre verteilt werden müßten auf die Zeugen, welche dort auf der Zeugenbank sitzen.“

Im Verlaufe des Prozesses hatte die Anklage bereits den Mordvorwurf fallen gelassen:S. 87; die Verteidigung erreichte aber dennoch keinen Freispruch.

„Das Urteil, 8 Jahre Gefängnis wegen Tötung auf Verlangen und zweifachen Totschlags, wurde von vielen als zu milde kritisiert. Der unselige Fall führte zu Überlegungen, wie das Fürsorgewesen der Stadt weniger bürokratisch und wirksamer gestaltet werden könne.“

Ob es dazu tatsächlich kam, ist ungewiss, denn es gab zugleich auch Stimmen, die Frankfurt in seinen Leistungen an der Spitze der deutschen Städte sahen, und es war auch davon die Rede, dass das Verhalten der bei den städtischen Behörden Hilfe nachsuchenden Antragstellenden immer aggressiver geworden sei, diese gar drohten: „Ich machs wie Wiechmann“.:S. 3

### Der Anwalt der Roten Hilfe
Steinschneider war „undogmatischer Marxist, der mit den politischen Zielen der Sozialistischen Arbeiterpartei Deutschlands (SAP) sympathisierte“. Abendroth dagegen, der mit ihm um 1930 herum in der Frankfurter Roten Hilfe zusammenarbeitete, bezeichnete ihn als KAPD-Mitglied. Er „war mutig und politisch zuverlässig, aber er war Mitglied der KAP, ein utopischer und deshalb diskreditierbarer Mann“. Steinschneider selber stritt in einem Schreiben an seinen Schweizer Anwalt, der ihn in seinem Ausweisungsverfahren vertrat, ein organisatorische Zugehörigkeit zu einer politischen Organisation ab.

„Ich war Rechtsanwalt in Frankfurt am Main mit ausgesprochen politischer Strafpraxis, aber auch sonstiger ziemlich ausgedehnter Strafpraxis. Als Jude und politisch links eingestellt, wenn auch nirgends politisch organisiert, war ich – wie das ja bekannt ist – bei der Machtergreifung durch Hitler der Verfolgung seiner Banden und Freischärler stärker ausgesetzt als mancher ausgesprochene Politiker oder politische Funktionär.“

Steinschneiders Tochter bestätigte zu Beginn der 2000er Jahre indirekt, dass ihr Vater keiner politischen Organisation angehört habe; er habe lediglich „1918 dem Spartakusbund angehört und später der KPD-Opposition (KPO) nahe gestanden“.:S. 118
Gleichwohl vertrat Steinschneider als Anwalt in der Endphase der Weimarer Republik vor allem Sozialisten und Kommunisten in politischen Prozessen. Zu seinen Kontrahenten zählten immer häufiger führende Mitglieder der NSDAP, so etwa den in den 1920er Jahren in Kassel praktizierenden Roland Freisler, Friedrich Krebs, den späteren NSDAP-Oberbürgermeister von Frankfurt, oder Jakob Sprenger, später NSDAP-Gauleiter im Gau Hessen-Nassau.
Steinschneider, der nach Auskunft von Willi Münzenberg auch zu den Gründern der Internationalen Arbeiterhilfe gehörte führte im Auftrag der Roten Hilfe mehrere politische Prozesse:
- Er verteidigte 1926 gemeinsam mit dem Rechtsanwalt Bagnato aus Esslingen, der bereits 1926 Verteidiger im Tscheka-Prozess gewesen war[30] 12 Personen, „die wegen Vorbereitung zum Hochverrat, Verstoß gegen das Republikschutzgesetz und anderer Delikte angeklagt waren“.[29]
- Er verteidigte einen Angeklagten aus Mannheim, „bei dem die Anklage auf Verrat militärischer Geheimnisse lautete“.[29]
- Arthur Bredeu und Friderike Cocker aus Mannheim mussten sich vor einen französischen Kriegsgericht wegen antirnilitaristischer Propaganda unter den französischen Besatzungstruppen verantworten.[29]
- 1932 verteidigte er im Auftrag der Roten Hilfe fünf Mitglieder der hessischen SPD. Sie waren wegen Landfriedensbruchs angeklagt, waren aber aus der SPD ausgetreten, weil diese einen Kostenvorschuss für einen von ihr zu beauftragenden Anwalt verlangt hatte.[29]

Schneider et al. gehen davon aus, dass Steinschneider zumindest 1931 zu den „am besten bezahlten Anwälten der Roten Hilfe“ gehört habe.

## Exil
Als die Nazis 1933 an die Macht kamen, war Adolf Steinschneider doppelt gefährdet: als Jude und als politisch linksstehender Anwalt, der sich zudem schon mehrfach direkt mit Nazis angelegt hatte. Im Mai 1933 wurde ein Vertretungsverbot über ihn verhängt, dem im Juni ein Berufsverbot folgte. Steinschneider erlebte das bereits aus dem Exil: „Unmittelbar nach dem Reichstagsbrand im Februar 1933 floh er – gewarnt von einem Polizisten – in letzter Sekunde Hals über Kopf und ohne Personalpapiere in die Schweiz.“ „Seine Praxis- und Wohnräume in Frankfurt wurden von SA-Männern zerstört“, doch noch am 14. April 1933 urteilte er über den Anwalt, „dem meine Praxis anvertraut worden ist“: Der „ist ein sehr netter und gescheiter Kerl, mit dem ich ganz gut gestanden habe“.

### Exil in der Schweiz
Steinschneider, der ohne Pass und ausreichende finanzielle Mittel aus Deutschland floh, schilderte 1935 seinem oben schon erwähnten Anwalt Bloch seine anfängliche Situation in der Schweiz.

„Nach längeren Verhandlungen, die hier in Zürich Herr Kollege Dr. Zürcher, Alt-Staatsanwalt, für mich führte, wurde mir im September 1933 endlich das Asylrecht anerkannt, nachdem meine Lage als die eines politischen Flüchtlings ohne Papiere außer Zweifel stand. Es fanden sich dann zwei Zürcher Herren, die für mich Bürgschaft leisteten, mein Unterhalt wurde durch etwelche Unterstützungen meiner früher sehr wohlhabenden Familie notdürftig geregelt, ich traf Freunde aus Deutschland, fand aber auch bei mehreren Schweizer Familien Eingang, bewegte mich in jüdischen, wissenschaftlichen, Kollegen- und schließlich auch politischen Kreisen, wie sich dies auf Grund meiner bisherigen Erziehung, Bildung und Tätigkeit ganz von selbst ergab. Seit März 33 halte ich mich in Zürich auf.“

Bei den erwähnten „zwei Zürcher Herren, die für mich Bürgschaft leisteten“, handelte es sich um Serge Turel, den Bruder von Adrien Turel, und Bruno Dreßler, den deutschen Geschäftsführer der in der Schweiz neugegründeten Büchergilde Gutenberg, bei dem aber offen war, ob seine finanzielle Situation den Schweizer Behörden für eine Bürgschaft ausreichen würde. Als das Adolf seinem Bruder Gustav mitteilte, hatte sich das früher freundschaftliche Verhältnis zu Adrien Turel bereits merklich abgekühlt.

„Turel scheint ziemlich „gleichgeschaltet“, d. h. weniger aus Überzeugung, als aus Feigheit. Auf sehr vorsichtige Briefe von mir hat er überhaupt nicht reagiert, als Fite ihn anläutete, um sich von ihm zu verabschieden, hat der Hosenscheißer gesagt, er könne die Notwendigkeit hierfür nicht einsehen und hat schließlich einfach abgehängt. Außerdem hat er aber auch an Serge einen Brief geschrieben, der sich auf antisemitischer Bahn zu bewegen schien. Serge hat ihn mir aus Taktgefühl nicht gezeigt, obgleich ich ihn gern gesehen hätte. Er hat ihm aber sehr grob geantwortet. Seitdem schreibt er auch an Serge nicht mehr. […] Er soll auch, wie Fite sagt, in einem obskuren Blättchen irgend etwas über Rassentheorie losgelassen haben.“

Faktisch von Beginn seiner Emigration an war Steinschneider auf die Unterstützung durch seine im März 1933 nach Palästina emigrierten Brüder angewiesen. Die Bitten um Unterstützung und der Dank für erhaltene Überweisungen durchziehen den gesamten Schriftwechsel, den Adolf mit seinen Brüdern Gustav und Karl führte, und dabei ging es imer auch um das Schicksal seiner Frau und Exfrau sowie der beiden gemeinsamen Kinder. Adolf Steinschneider selber hoffte darauf, gemeinsam mit einem Schweizer Bekannten ein Büro eröffnen zu können, das deutschen Flüchtlingen juristische und kaufmännische Beratung anbieten sollte, so zum Beispiel bei der Beratung und der treuhänderischen Verwaltung von Kapitalanlagen in der Schweiz. Außerdem beschäftigte ihn der Gedanke an die Gründung eines Kinderheims „in dem Kinder noch zahlungsfähiger deutscher Juden untergebracht und andere Kinder politischer Flüchtlinge mit erzogen werden sollen, darunter selbstverständlich auch meine“. In dem Brief vom 14. April 1933 an Gustav und Karl erwähnte Adolf auch, dass seine Lebenspartnerin Eva und seine Ex-Frau Frieda Kätzler („Fite“) bald eintreffen würden, mit denen er diese Pläne diskutieren wolle.
Im Sommer 1933 kamen Eva Reichwein und Tochter Marie-Louise in die Schweiz, Anfang November Fite Kätzler mit ihrem Sohn Stefan (von Adolf Abbi genannt). Eva war da bereits ohne ihre Tochter nach Deutschland zurückgekehrt, da dort ihre Eltern, ihre Schwester Ilse und ihr Schwager Hans Petersen ihretwegen in Geiselhaft genommen worden waren. Eva Reichwein war die Beteiligung an einer illegalen Flugblattaktion vorgeworfen worden, weshalb man ihr in Deutschland den Prozess machen wollte. Nach ihrer Rückkehr wurde sie tatsächlich auch verurteilt und musste mehrere Monate ins Gefängnis.
Während ihrer Inhaftierung kümmerte sich in der Schweiz Fite Kätzler um Eva Reichweins und Adolf Steinschneiders Tochter Marie-Louise. Im Sommer 1934 kam Eva Reichwein nach ihrer Freilassung noch einmal in die Schweiz, um ihre Tochter Marie-Louise abzuholen, mit der sie dann bis 1938 in Frankfurt wohnen blieb.
Adolf Steinschneider unternahm derweil erste publizistische und literarische Versuche. Bruder Gustav teilte er um die Jahreswende 1934/35 mit: „Ich habe jetzt mein Theaterspiel (genannt ‚Neues Traumspiel‘, angelehnt an Strindberg) ebenfalls schon größtenteils in die Maschine gesetzt.“ Er stand in Kontakt zu Fritz Brupbacher und Emil Oprecht und nahm an politischen Veranstaltungen und Diskussionen teil. Letzteres führte vermutlich zu seiner Ausweisung aus der Schweiz.
Steinschneider hatte sich im Oktober 1934 nach Genf begeben, weil er auf Hilfe der Vereinten Nationen bei der Arbeitssuche im Ausland hoffte. Ende Dezember 1934 kehrte er aus Genf nach Zürich zurück, weil er sich einer Operation unterziehen und von hier aus auch seine Übersiedlung nach Genf betreiben wollte. Nach dieser Rückkehr wurde ihm mitgeteilt, dass der Bundesanwalt ihm die Duldung entzogen und damit implizit seine Ausweisung angeordnet habe. Als Gründe wurden ihm genannt, er hätte sich schlecht aufgeführt und politisch intrigiert, was dann noch um den Vorwurf erweitert wurde, er hätte so viel mit Kommunisten verkehrt.
Weder Steinschneider, der nicht bestritt, auch mit Kommunisten verkehrt zu haben und auch noch direkt ein Gesuch an den Bundesanwalt richtete, noch sein Rechtsanwalt konnten letztlich die Ausweisung aus der Schweiz verhindern. Im Februar 1935 konnte er sich noch einer Darmoperation unterziehen und versucht im März vergebens Regisseure für das von ihm verfasste Bühnendrama Neues Traumspiel zu finden. Er erwog auch, nach Palästina zu emigrieren, reiste stattdessen aber nach Paris, was ihm endgültig zum Verhängnis wurde: „Im Juni 1935 nutzen die Schweizer Behörden eine Reise Steinschneiders nach Paris, dem politisch auffälligen Emigranten das Asylrecht zu entziehen und ihn auszuweisen.“ Vor seiner Ausreise verfasste er am 17. Juni 1935 in Zürich sein Testament.

### Exil in Frankreich

#### Paris 1935 bis 1939
Ohne die Unterstützung seiner Brüder Gustav und Karl wäre der nach seiner Ausweisung aus der Schweiz erneut völlig mittellose Adolf Steinschneider in Paris kaum überlebensfähig gewesen. Er verfasste zwar unermüdlich Essays zu politischen und sozial-psychologischen Themen sowie literarische Texte, doch materiell brachte ihm das nichts ein. In einer Publikation der Association des Emigrés Israelites d’Allemagne en France (ASSO), vermutlich aus der Zeit 1935/36, bot Steinschneider in Paris Rechtsberatung für Emigranten an. Aber: „Seine Versuche, als juristischer Gutachter, als Handwerker oder Handelsvertreter den Lebensunterhalt zu bestreiten, haben meist keinen oder nur kurzfristig Erfolg.“ Steinschneider selber beschrieb Anfang 1936 in einem Brief an seinen Bruder Gustav recht drastisch seine Pariser Überlebensstrategien, an denen sich bis zum Jahr 1939 wenig änderte.

„Das weitere große Problem, nämlich der Aufbau einer neuen Existenz ist außerordentlich kompliziert. Ich kann vielleicht soviel sagen, dass ich die Hoffnung immer noch nicht ganz aufgegeben habe. Ich habe nach und nach die allzu großen und phantastischen Geschäfte fallen gelassen, und mich immer mehr an diejenigen Sachen gehalten, die mir sehr solide, seriös, raisonabel zu sein schienen, insbesondere also Warengeschäfte, Finanzierungen von bereits bestehenden Geschäften, Arrangierung und Vermittlung von Beteiligungen. Hiervon leben ja hier in Paris alle möglichen Leute, auch ein Teil früherer Kollegen, mit denen ich zusammenarbeite. Vor ihnen habe ich den Vorteil voraus, dass sie sich in Büros niedergelassen haben und auf feudal und standesgemäß machen, während ich mich nicht geniere, herumzurennen und zu schleppen. Ich vertreibe ein Putzmittel, Rasierklingenhalter, d. h. ich habe Vertretungen en gros, ich habe Zutritt zu einigen der grands magazins (große Warenhäuser), ich suche auch einen neuen Film zu finanzieren mit dem Regisseur von „Kuhle Wampe“, der ihn drehen will, ich komme mit sehr viel hervorragenden Kaufleuten, Vertretern, Fabrikanten, Bankiers der früheren deutsch-jüdischen Geschäftswelt zusammen, werde von ihnen für ganz ernst genommen (was mir insgeheim komisch vorkommt, wie es mir ja auch immer komisch vorkam, dass man mich für einen richtigen Rechtsanwalt hielt und nahm). Ich bemäntele alles bohèmehafte so gut es geht, sehe äußerlich auch ganz anständig aus und klage darüber, dass ich nicht mehr so anständig aussehe wie früher.“

Im April 1936 berichtete er dann den Brüdern Gustav und Karl, dass er unter der Regie der World ORT eine dreimonatige Ausbildung zum „Autogenschweisser und Elektrikschweißer“ begonnen habe. Verbunden mit dem kostenlosen Kurs waren für ihn die Hoffnungen auf „wahrscheinlich freies Essen für einmal am Tage […], Aussicht auf Carte de Travail, damit Carte d’Identité, die heissbegehrte, und ferner Aussicht auf Arbeit als Schweißer mit mindest 1000,- Frcs im Monat, einem der wenigen Berufe, in dem es bis jetzt statistisch noch keine Arbeitslosen gibt“. Zu einer Anstellung als Schweißer kam es für ihn nie, stattdessen immer wieder Bittgänge und Bittbriefe – an die Brüder in Palästina, an Freunde und Bekannte oder Hilfsorganisationen. In einem der vielen an Hans Jacob gerichteten Hilfsgesuche fasste er die Resonanz auf seine Bemühungen so zusammen: „Über allen Gipfeln ist Ruh – Auch bei den weiteren Wohltätern spürest Du kaum einen Hauch.“
Ob Steinschneider 1937, wie es auf der Homepage des Adolf Moritz Steinschneider Archivs und der Dürener Geschichtswerkstatt heißt, zusammen mit dem Schriftsteller Anselm Ruest und dem Rechtsanwalt Alfred Apfel die Notgemeinschaft der deutschen Wissenschaft und Kunst im Ausland (Entr’ aide des savants et gens de Lettres Allemands réfugiés) gegründet hat, oder nur deren Mitglied war, muss offen bleiben. Nach Michaela Enderle-Ristori wurde die Notgemeinschaft, deren Ziel „die kulturelle und wirtschaftliche Förderung geistiger Menschen [war], deren Schaffensmöglichkeiten durch die Vorgänge in Deutschland unterbunden sind“, bereits im Herbst 1934 von Anselm Ruest, Paul Bekker und Magnus Hirschfeld gegründet. Zur Notgemeinschaft gehörte auch der von Ruest gegründete Verlag Editions du Phenix, in dem auch Schriften von Georg Bernhard erschienen, dem Chefredakteur des Pariser Tageblatts. Zu dem war Steinschneider bereits in einem seiner ersten Briefe aus Paris auf Distanz gegangen, weil er Bernhard unterstellte, sich als der Repräsentant der Emigranten aufspielen zu wollen.
In einem Brief zu Beginn des Jahres 1938 grämte Steinschneider sich über die Entfremdung von seinen beiden Kindern, die als Halbwaisen aufwachsen müssten, und trauerte deren Mütter nach, von denen „keine [sich hat] entschließen können, mein Schicksal zu teilen“. Kaum einen Monat später aber wendete sich das Blatt zu seinen Gunsten, wenngleich begleitet von den ständigen Sorgen des mittellosen Emigranten.

„Wenn ich trotz Krankheit, Kälte, hin und widrigen Wanzen, unzureichendem Verdienst und allerlei kleinem Stunk und Ärger relativ gehobener Stimmung bin, so deshalb, weil mir Eva für Mitte März ihren und Muschs Besuch angekündigt hat. Sie wollen eine Woche bleiben, was ja auch noch keine entscheidende Veränderung der Gesamtumstände darstellen, mir doch aber sehr, sehr viel Vergnügen bereiten würde. Nun erhebt sich natürlich die quälende Frage, wie ich das finanzieren kann.“

Steinschneider, der mehrfach betonte, Eva und Tochter Marie-Louise seit zwei Jahren nicht mehr gesehen zu haben, berichtete seinem Bruder Ende März von der inzwischen erfolgten Ankunft der beiden und einer sich abermals veränderten Lage: Eva Reichwein wollte statt der geplanten einen Woche dauerhaft bei Adolf bleiben. Sie kam allerdings mit einem „grade ablaufendem Pass (und sie hatte Angst, wegen eines neuen oder wegen Verlängerung anzusuchen, glaubend, dass man ihn ihr dann überhaupt entziehen würde) und infolgedessen nur mit 14 Tagevisa“, was große Probleme bereiten werde, ihr eine Daueraufenthaltsgenehmigung zu verschaffen. Hinzu kam, dass in diesen Tagen auch der Anschluss Österreichs erfolgt war, dessen durch ihn ausgelöster „Ansturm der neuen Emigranten sich hier in großer Nervosität der Behörden auswirkte“.
In der Zwischenzeit wurden auch mal wieder neue Geschäftsideen erörtert, so die Idee einer Art Antiquitätenhandel in Zusammenarbeit mit Gustav Steinschneider in Palästina oder der Versuch, von dem ebenfalls in Palästina lebenden Ludwig Barbasch als Korrespondenzanwalt beauftragt zu werden. Erfolge waren nicht zu verzeichnen, so dass er Bruder Karl und dessen Frau Kitty vorrechnete, dass „ich mich unmittelbar dem Einkommen von Gust nähere, d. h. dem langjährigen Ideal des Einkommens eines wohlbestallten Straßenreinigungsbeamten“. Mit Gust war Bruder Gustav gemeint, der in Tel Aviv als städtischer Straßenfeger arbeitete; dessen Pariser Kollegen dürften aber nach Adolfs Einschätzung besser verdienen. Entspannt werde die Situation aktuell aber dadurch, dass Eva „mit freier Station in der banlieu als Haushaltshilfe in Arbeit [ist], und Musch befindet sich zur Erholung, vom Comité verschickt, bei einem Käsebauern in der Schweiz“. Insgesamt aber „geht es seit Monaten, eigentlich seit Eva und Musch hier sind, ständig, wenn auch langsam bergauf“, zumal Eva auch noch von einer Gönnerin das Angebot erhalten habe, sich von ihr als Gymnastikerin und Masseuse ausbilden zu lassen.
Zu Steinschneiders Optimismus trug auch bei, dass er – einer Idee von Werner Richard Heymann folgend, nach der man den Emigranten mehr helfe, wenn man ihnen zu bezahlter Arbeit verhelfe, statt sie mit Geldspenden abspeise – inzwischen freier Mitarbeiter der von den Brüdern Heymann betriebenen Firma AVODI geworden war. Avodi bedeutete im Hebräischen Diener, war zugleich die Abkürzung für „à votre disposition“ (zu ihren Diensten) und stand für ein Geschäftsmodell, das sich an reiche Emigranten richtete, die „nicht angebettelt, aber gut bedient werden“ wollten. Ihnen bot AVODI eine Art Relocation Service, der „ihnen schnellstens und prompt dasjenige beschafft, was sie gerade brauchen“. Steinschneider hatte für AVODI „den sogenannten Wohnungsdienst übernommen und ausgebaut. Ich besorge den reichen Leuten Wohnungen, Hotels, Appartement Houses, Villen, Fabriken, Garagen, Untermieterpensionen usw. Verkaufe ihnen möblierte Wohnungen von großem Luxus etc. Daran lässt sich natürlich mehr verdienen, als an der Beschaffung von Hilfskräften, dies ist Wohltat (nicht Wohltätigkeit!) für die andern, für uns Propaganda.“ Die Geschäfte liefen so gut, dass Steinschneider gegenüber seinem Bruder verkünden konnte:

„Im Ganzen habe ich das Wesentlichste jetzt erreicht: Legalisation für Frankreich und Vorbereitung der Naturalisation (nach drei Jahren), Rettung von Eva und Musch aus den Händen Hitlers noch vor Ausbruch des Krieges, ihre wirtschaftliche Sicherstellung, und jetzt Annäherung an fest besoldete Arbeit.“

#### Kriegsausbruch und Internierungen
Im Juni 1939 wurde Steinschneider die deutsche Staatsbürgerschaft entzogen, und fast auf den Tag genau ein Jahr nach dem zuvor zitierten Brief berichtete Adolf Steinschneider seinen palästinensischen Verwandten von den chaotischen Tagen nach dem deutschen Überfall auf Polen und der dadurch ausgelösten Mobilmachung in Frankreich sowie den aus Paris drängenden Flüchtlingsströmen aufs Land, denen er und Eva sich nicht anschließen konnten, da sie niemand hatten, der sie hätte aufnehmen können. Tochter Marie Louise befand sich zudem noch in der Schweiz, im Kinderheim Engelberg bei Sumiswald. Er berichtete von ersten Ausgrenzeungen als Ausländer (sie bekamen als Fremde keine Gasmasken), hatte Geldsorgen, bat abermals um finanzielle Unterstützung und blieb dennoch verhalten optimistisch.

„Im übrigen ist die Lage nicht so verzweifelt, denn jetzt wird man ja wohl endlich disponiert sein, uns - gegen Zahlung der Existenz - diese Existenz aufs Spiel setzen zu lassen, oder wenigstens gestatten, dass wir uns mit ehrlicher Arbeit unser Brot verdienen. Für mich kommt wegen des Alters Militärdienst wohl kaum noch in Frage, zur défence nationale habe ich mich natürlich freiwillig gemeldet. Ich muss jetzt ab ins camp, nähere banlieu, wo ich wohl 2 Tage mindestens werde bleiben müssen.“

Mit dem erwähnten Camp-Aufenthalt begannen Steinschneiders Internierungen in französischen Lagern. Schon Anfang April 1940 konnte er auf Aufenthalte in Villerbon, Romorantin und Marolles verweisen, wo er im Barackenbau für Soldatenunterkünfte eingesetzt war. Entlohnt wurde die Arbeit nicht, da er und seine Kameraden nicht als Militärangehörige eingestuft waren. Sie hofften darauf, als Prestataires eingesetzt zu werden. Er und seine Kameraden wohnten „nach wie vor in Ställen und Scheunen und dürfen uns nicht einmal in einer Provinzstadt wie Blois sehen lassen“.
Mit der Niederlage Frankreichs im Juni 1940 begann die panikartige Flucht von Militärs und Zivilbevölkerung in den Süden Frankreichs, wovon auch Eva Reichmann und Tochter Marie-Louise betroffen waren. In einem sehr ausführlichen Brief an seine Ex-Frau Frieda Kätzler beschrieb Steinschneider die Stationen seiner Flucht, die zugleich auch das Ende der ersten Phase seiner Internierung bedeutete. Dieser Brief wurde bereits aus Bellac geschrieben, wo Steinschneider sich nach fast zehnmonatiger Trennung von Eva und Marie-Louise, während der diese ihn in Angers und Blois gesucht hatten, aufhielt. Zuvor waren sie sich für ein zweiwöchiges Zusammenleben in Limoges begegnet, wo Eva und Marie-Louise vorerst zurückbleiben mussten.
Aus Steinschneiders Brief geht hervor, dass er sich am Abend des 18. Juni 1940 vor den heranrückenden deutschen Truppen aus dem Lager Montluçon absetzen konnte und sich in die Flüchtlingstrecks einreihte, die in den Süden Frankreichs unterwegs waren. Sehr ausführlich beschrieb er seine Flucht, die ihn zunächst nach Limoges führte. Hier verpasste er Eva und Marie-Louise, die es von Blois aus nach hier geschafft und unterwegs einen 50 bis 100 Meter von ihnen entfernten Bombeneinschlag überlebt hatten.
Steinschneiders Flucht ging weiter nach Toulouse. Völlig überraschend traf er hier auf wohlsituierte Verwandte aus Wien.

„Ich ging zum Kultusgebäude der jüd. Gde. Geschlossen. Davor stand eine feine alte Dame. Sie sprach mich an. Sie suche ihre beiden Söhne, Zwillinge, ob ich ihr nichts sagen könne. Wie sie denn hießen? Sie nannte einen mir geläufigen Namen: meinen Namen. Sie war die Frau eines Vetters meines Vaters aus Wien, den ich mit 10 Jahren einmal kennengelernt hatte. Das waren schwer reiche Kaufleute in Wien. Ich ging mit ihr ins Hôtel, begrüßte nach dreißig Jahren wieder einmal meinen Großvetter, der einen etwas reducierten Eindruck machte, aber doch immer noch im besten Hotel der Stadt wohnen konnte. In großzügiger Weise lud er mich zu einer Tasse Café ein (ohne Zucker und Milch) und offerierte mir 10,- fcs (französische).“

Die „feine alte Dame“, die da so unverhofft vor Adolf Steinschneider stand, war Margarethe (Marguerite) Steinschneider (1891–1961), die Frau seines Wiener Cousins Heinrich Steinschneider (1885–1942), und bei den von ihr gesuchten Söhnen handelte es sich um Herbert Leo (1921–1990) und Otto Robert Steinschneider, letzterer besser bekannt unter dem Namen Pierre Seguy (1921–2004), den er sich bei seinem Beitritt zur Résistance zugelegt hatte.
Von Toulouse aus führte Adolf Steinschneiders Weg zum Camp de Gurs, in der Hoffnung im dortigen Frauenlager vielleicht Eva und Marie-Louise zu finden. Zusammen mit einem Wiener Bekannter, dem er ebenfalls zufällig in Toulouse begegnet war, fuhr er per Autostopp von Gurs nach Limoges zurück, wo seine fünftägige Flucht in den Süden endete und er tatsächlich Eva und Tochter Marie-Louise fand.
Am 19. August 1940 schrieb Adolf Steinschneider einen weiteren Brief an seinen Bruder Gustav in Tel Aviv. Da inzwischen kein direkter Briefverkehr aus Frankreich nach Palästina mehr möglich war, verlief der Briefverkehr nun über Frieda Kätzler in der Schweiz, die von Adolf Steinschneider auch gebeten worden war, den Bericht seiner Flucht nach Palästina weiterzuleiten. Gustav berichtete er nun davon, dass er und Eva während der kurzen gemeinsamen Zeit in Limoges mit der Herstellung von Marmelade einen Nebenverdienst verschafft hätten, bevor er erneut interniert und als Prestataire eingezogen worden sei. „Während wir eingezogenen Prestatäre nunmehr – erstmalig! – recht gut behandelt und verpflegt wurden, blieben die Frauen, die teilweise ihre Männer, Väter, Brüder nach monatelanger Trennung unter schwersten Mühsalen wieder gefunden hatten weiter inhaftiert. Diesem schandbaren Zustand wurde erst ein Ende gesetzt, als eine der Frauen einen Selbstmordversuch unternommen, und wir eine energische Beschwerde eingelegt hatten. Seitdem geht es wieder erträglich: Eva hat die Allocation, lebet und wirtschaftet zusammen mit einer Kameradin, die sie auch hat (zusammen haben sie etwa 1000,- frcs, ca. 6 L.P. monatlich), ich werde vom Staat erhalten und diesmal gut.“
Ein Brief Eva Reichweins vom 7. August 1941 belegt, dass sie und Marie-Louise inzwischen auch in Bellac angekommen sind. In seiner Antwort vom 8. August 1941 sprach Adolf dann von seiner Hoffnung, zur Arbeit an der Baustelle für die Barrage de l'Aigle eingesetzt zu werden. Briefe vom 20. bis 24. August 1941 zeigen dann, dass Adolf Steinschneider tatsächlich in Mauriac als Zimmermann am Staudamm arbeiten konnte, auf dessen Baustelle seit 1941 die Groupe de Travailleurs Étrangers (GTE) 401 eingesetzt war. Dass es sich dabei um eine schwere und teilweise auch gefährliche Arbeit handelte, versuchte er immer wieder herunterzuspielen. Etwas differenzierter stellte er sie aber im September 1941 in einem Brief an seine Tochter dar. Er bat sie, sich zu überlegen, „was 10 Stunden Arbeitszeit, mit den Wegen von und zur Arbeitsstelle 11 Stunden (im Anfang waren das 12 Stunden) bedeuten. Wie wenig Freizeit einem verbleibt, wie müde man dann meistens schon ist und wieviel von dieser kanppen Freizeit ich darauf verwende an Euch zu schreiben!!“. Er erzählter von seiner Arbeitsgruppe, etwa 20 Leute unterschiedlichster Nationalität – Spanier, Portugiesen, Süd- und Nordfranzosen, Italiener, Belgier, Deutsche, Österreicher, Tschechen, Polen und Juden –, die in der Flussmulde arbeiten würden, „wo der eigentliche Staudamm errichtet wird“, von den unterschiedlichsten Aufgaben in der Gruppe und dem Verhältnis zu dem französischen Chef, der kein angenehmer Typ sei.
Neben den Berichten über seine Arbeit drängte er Eva Reichwein, die benötigten Urkunden und sonstigen Dokumente für eine schon länger geplante Heirat zu beschaffen, und er versucht von Mauriac aus auch Unterstützung für ein Buchprojekt von der in den USA lebenden Käte Ruminoff zu erhalten. Unter Anspielung an seine Frankfurter Jahre und die Zusammenarbeit mit Adrien Turel bittet er sie:

„Etwas, woran mir aber viel mehr liegt, ist: ob Du ein Buch von mir anbringen  und es gleichzeitig ins Englische übersetzen könntest!? Entschuldige, wenn ich kurz und sachlich sage, dass es über biologische Soziologie handelt, besonders die Erscheinung der Polarisation und nach meinem Dafürhalten einige besonders wichtige neue Gedanken enthält über die Themen, die jetzt alle interessieren: Individualismus und Kollektivismus, Diktatur und Demokratie, Krieg und Frieden, Familie und Staat, Fasch- und Kommun-ismus. Würde Dich das nicht reizen? Vielleicht kannst Du selbst viel dabei verdienen? Und ich werde als Ehrenemigrant empfangen? Grüße Basil und sage ihm, wenn ich kommen soll, soll er mich mit dem „Frankfurter Nest“ in Frieden lassen! Herzlichst und voll Dank ganz Dein St.“

Die Arbeit auf der Staudamm-Baustelle überforderte den inzwischen achtundvierzigjährigen Steinschneider schließlich doch. Er erkrankte und wurde zuerst in ein Krankenhaus in Clermont-Ferrand verlegt, danach in ein Lager für Dienstuntaugliche. Im Sommer 1942 wurde er nach Bellac entlassen.

#### Bellac 1942 bis 1944
Nach der Rückkehr nach Bellac heirateten Steinschneider und Eva Reichwein. Laut der AMSTA-Webseite folgten „zwei hoffnungsvolle Jahre unter äußerst bescheidenen Lebensbedingungen in Bellac“. Im Dezember 1942 ließ er die in der Schweiz lebende Martha Bernays, die Schwester von Paul Bernays, dass er zwar noch nicht offiziell als Prestataire entlassen sei, aber den lang erstrebten Befreiungsurlaub erhalten habe, „d.h. ich bin seit einem halben Jahr praktisch „frei“, jedenfalls zu Hause mit recht ausgedehnten Bewegungsmöglichkeiten. Diesem Umstande wiederum verdanke ich es, dass ich für meine hiesige Familie sorgen, endlich meine Sachen aus Paris nachkommen lassen, und vor allem meine wissenschaftliche Arbeit relativ ungestört fortsetzen konnte“. Dem Brief lag ein weiterer an Paul Bernay bei, in dem Steinschneider diesem mitteilte, „dass ich ein Buch hier geschrieben habe - besser gesagt, dass ich den Versuch unternommen habe, ein Buch zu schreiben, wie man eben schreiben kann, wenn man nebenher als Zimmermann, Gärtner, Terrassier, Armierungsarbeiter, Kutscher, Elektriker usw. unter recht misslichen Begleitumständen tätig sein muss“. Steinschneider behauptete von seinem Buch, dass es „sehr viel neue, vielleicht sogar bahnbrechende Ideen enthält auf den Gebieten der Philosophie, der Geschichte, der Psychologie, Sociologie und Politik“ und bat Bernays um Hilfe bei der Klärung von Fragen aus den „Randgebiete[n] der Mathematik – Physik, Chemie, Astronomie, Lichttheorien, Relativitätslehre, Quantenlehre, Atomlehre usw. Du bist mir schon einmal ein hilfreicher und wertvoller Mentor gewesen, und ich bitte Dich, mir auch diesmal Deinen Beistand nicht zu versagen“.
Das Leben in Bellac blieb jedoch von den politischen Entwicklungen unter der deutschen Besatzung nicht unberührt. „Ab August 1942, als die Deportation von Jüdinnen und Juden auch aus der unbesetzten Zone einsetzt, beginnt für die Steinschneiders erneut eine gefahrvolle Zeit.“ Adolf versuchte durch Deutschunterricht etwas zu verdienen, und Eva blieben als Verdienstmöglichkeiten nur noch die Herstellung von Gebäck und eingekochtem Obst.
Am 13. Mai 1944 schrieb Karl Steinschneider aus Jerusalem seinem in Tel Aviv lebenden Bruder Gustav einen Brief zu dessen Geburtstag. Diesen Brief durchzogen immer wieder Befürchtungen um Adolf; Karl glaubte nicht an ein Wiedersehen mit ihm und bekannte, „dabei doch grosse Schuldgefühle“ gegenüber Adolf zu haben. Knapp einen Monat später trat das ein, was Karl Steinschneiders Befürchtungen zur bitteren Wahrheit werden ließ.
Am 10. Juni 1944 verübt die SS-Division „Das Reich“ das eingangs schon erwähnte Massaker von Oradour, bei dem nahezu alle Bewohner des Dorfes Oradour-sur-Glane ermordet wurden. Am Tag darauf, am 11. Juni 1944, zogen die abziehenden SS-Truppen durch das nur 40 km von Oradour entfernte Bellac. „Bei dem Versuch, sich außerhalb Bellacs zu verstecken, wird Steinschneider von SS-Truppen abgefangen und zusammen mit seinem Freund Hans Lauterbach verschleppt und erschlagen. Der genaue Ort seines Todes und seines Grabes sind bis heute nicht bekannt.“ Als amtliches Todesdatum wurde später der 8. Mai 1945 bestimmt.
Eva Steinschneider, die nach dem Tod ihres Mannes zusammen mit ihrer Tochter von Bellac nach Paris zog, kehrte nach dem Ende des Zweiten Weltkriegs nach Deutschland zurück und lebte ab 1947 in Frankfurt am Main, wo sie über viele Jahre hinweg als Abgeordnete der KPD dem Stadtparlament angehörte. Viele Briefe aus dem Nachlass von Gustav Steinschneider belegen die bis in die 1970er Jahre fortdauernden engen Beziehungen zwischen Eva Steinschneider, ihrer Tochter Marie-Louise und den in Israel lebenden Brüdern von Adolf Steinschneider.

## Wiedergutmachung
Eva Steinschneider versuchte auf vielerlei Wegen für das ihr und ihrer Familie angetane Unrecht Wiedergutmachung einzufordern und die Verantwortlichen für die Ermordung ihres Mannes zur Rechenschaft zu ziehen. Die dadurch bedingten Verfahren mit der Wiedergutmachungsbehörde beim Regierungspräsidium Wiesbaden und den gerichtlichen Instanzen erstreckten sich von 1950 an über zwanzig Jahre und kamen erst im März 1970 zum Abschluss.

## Werke
- [zusammen mit] Bruno Fürst, Magnus Hirschfeld, Walther Riese: Der Fall Wiechmann. Zur Psychologie und Soziologie des Familienmordes, J. Püttmann, Stuttgart 1928. Da Buch enthält neben Anklageschrift und Urteil die Gutachten von Magnus Hirschfeld, Walther Riese und der Graphologin L. Mayer-Benz sowie die Plädoyers der Verteidiger Bruno Fürst und Adolf Moritz Steinschneider. Dessen Text ist mit knapp 40 Seiten (S. 85–121) der umfangreichste des Buches, von dem sich aber Fürst, Hirschfeld und Riese auch distanzierten: „Die Herausgeber müssen bei Drucklegung des Plädoyers des Herrn Rechtsanwalt Steinschneider ihrerseits daruf hinweisen, daß sie einige Angriffe gegen städtische Behörden und einzelne Personen für zu scharf und zu sehr verallgemeinert halten, um sich mit diesen Angriffen identifizieren zu können.“ (S. 85)
- [Koautor] Der wirtschaftliche Vernichtungskampf gegen die Juden im Dritten Reich, Congrès Juif Mondial, Comité Exécutif, Paris; New York; Genève 1937. Von Steinschneider stammt der Teil Strukturelle Veränderungen in der jüdischen Bevölkerung Deutschlands seit April 1933.[28]
- Eine Zusammenstellung weiterer veröffentlichter und nicht veröffentlichter Texte ist auf der Seite AMSTA: Übersicht über den Nachlass von Adolf Moritz Steinschneider zu finden.